# 서상리 (조선)
서상리(徐祥履, 1602년 ~ 1659년)는 조선의 문신이다. 본관은 대구, 자는 여길(汝吉), 할아버지는 판중추부사 약봉 서성(徐渻), 아버지는 종친부전첨 서경수(徐景雨)이며, 어머니는 김희(金僖)의 딸인 광산 김씨(光山金氏)이다.

## 생애
서상리는 인조 때 전강(殿講)에 있어서는 유생(儒生)의 으뜸이었고, 희릉참봉(禧陵參奉 - 종9품)에 제수되었다. 1630년(인조 8년)에는 식년문과(式年文科)에 병과(丙科)로 급제하였고, 승문원(承文院) 분관(分館)되었다가 여러 조(曹)의 낭관(郎官)을 거쳐 시강원(侍講院)에 보직되었다. 후에는 사간원정언(司諫院正言 - 정6품)이 되었다.
1636년(인조 14년)에 병자호란(丙子胡亂) 때 소현세자(昭顯世子)와 봉림대군(鳳林大君 - 훗날 효종(孝宗))을 따라 남한산성(南漢山城)에 들어갔다. 전쟁 뒤 서상리는 원종(元宗)의 부묘(祔廟)를 적극 주장하여 인조의 총애를 받았다. 이듬해 봉림대군을 따라 심양(瀋陽)에 갔으며, 뒤에 경성판관(鏡城判官), 사헌부(司憲府)의 지평(持平 - 정5품)•장령(掌令 - 정4품), 홍문관(弘文館)의 수찬(修撰 - 정6품)•교리(校理 - 종5품), 사간원(司諫院)의 사간(司諫 - 종3품), 세자시강원(世子侍講院)의 필선(弼善 - 정4품) 등을 지냈으며, 1644년(인조 22년)에 소현세자(昭顯世子)가 일시 귀국했다가 심양으로 다시 돌아갈 때 그는 보덕(輔德 - 종3품) 관직을 임명되었고, 세자와 함께 돌아왔다.
그 뒤 홍문관의 부교리(副校理 - 종5품), 별시 문과의 참시관(參試官), 경성(鏡城)·양주(楊州)·남원(南原) 등의 지방관을 역임하였다. 효종이 즉위하자 내직으로 돌아와 승정원(承政院)의 동부승지(同副承旨 - 정3품), 광주목사(廣州牧使), 1654년(효종 5년)에는 예조참의(禮曹參議 - 정3품)와 병조참의(兵曹參議 - 정3품)를 승서되었다. 1655년(효종 6년)에 종성부사(鍾城府使)을 임명되었는데 부임하지 않았다. 이듬해 승정원의승지(承旨 - 정3품)에 이르렀다.

## 가족 관계
- 고조할아버지: 서고(徐固)
  - 증조할아버지: 서해(徐嶰)
    - 할아버지: 서성(徐渻)
      - 아버지: 서경수(徐景需)
      - 어머니: 김희의 딸
        - 형: 서형리(徐亨履)
        - 형: 서택리(徐擇履)
        - 동생: 서광리(徐匡履)
        - 동생: 서홍리(徐弘履)
        - 동생: 서명리(徐明履)
        - 서제: 서복리(徐福履)
        - 서제: 서공리(徐恭履)